# دنیای هوپ
دنیای هوپ (به انگلیسی: Hope World) نخستین میکس‌تیپ رپر کره‌ای، جی-هوپ است. این میکس‌تیپ در ۲ مارس ۲۰۱۸، توسط بیگ هیت انترتینمنت منتشر شد و تک‌آهنگ آغازین آن «خیال‌بافی» بود. تک‌آهنگ دوم با عنوان «هواپیما»، یک هفته بعد منتشر شد. این آلبوم در جایگاه ۳۸ بیلبورد ۲۰۰ قرار گرفت و جی-هوپ در زمان انتشار آن، به بالاترین رتبهٔ یک تک‌خوان کره‌ای در این جدول دست یافت.

## تاریخچهٔ انتشار
| منطقه | تاریخ       | قالب                  | ناشر    |
| ----- | ----------- | --------------------- | ------- |
| مختلف | ۲ مارس ۲۰۱۸ | استریم دانلود دیجیتال | بیگ هیت |